# Albercoquer japonès
L'albercoquer japonès  (Prunus mume), amb els noms comuns que també inclouen prunera de la Xina és una espècie d'arbre asiàtic que està classificat en la secció Armeniaca (la secció també de l'albercoquer) del gènere Prunus. Les flor d'aquest arbre han estat tradicionalment objecte de la pintura artística d'Àsia oriental, i normalment es tradueixen com flor de prunera. Aquesta espècie de “P. mume” està relacionada tant amb la prunera com amb l'albercoquer. Però ho està més amb l'albercoquer.
Es cultiva com a arbre ornamental i pels seus fruits comestibles

## Distribució

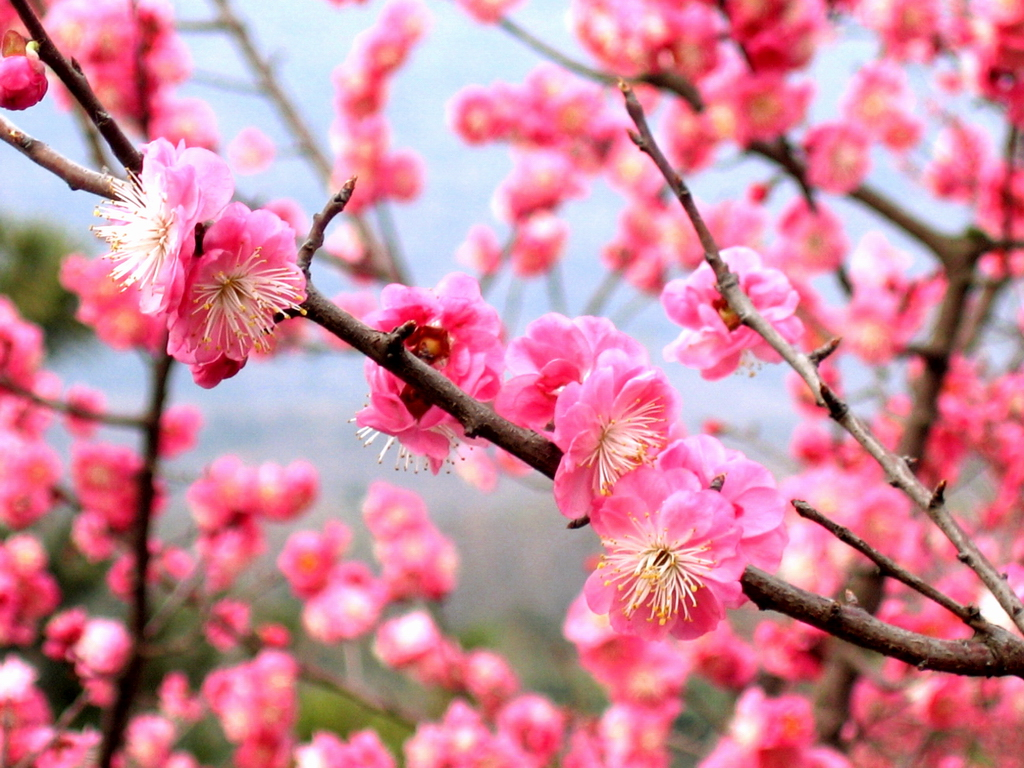
Florida de P. mume

L'espècie Prunus mume es va originar al sud de la Xina ca p el riu Yangtze i més tard es va introduir a Taiwan, Corea, Vietnam, Laos, i Japó. Es troba en boscos, vores de corrents d'aigua i muntanyes fins a uns 3100 metres d'altitud i també cultivat.

## Descripció

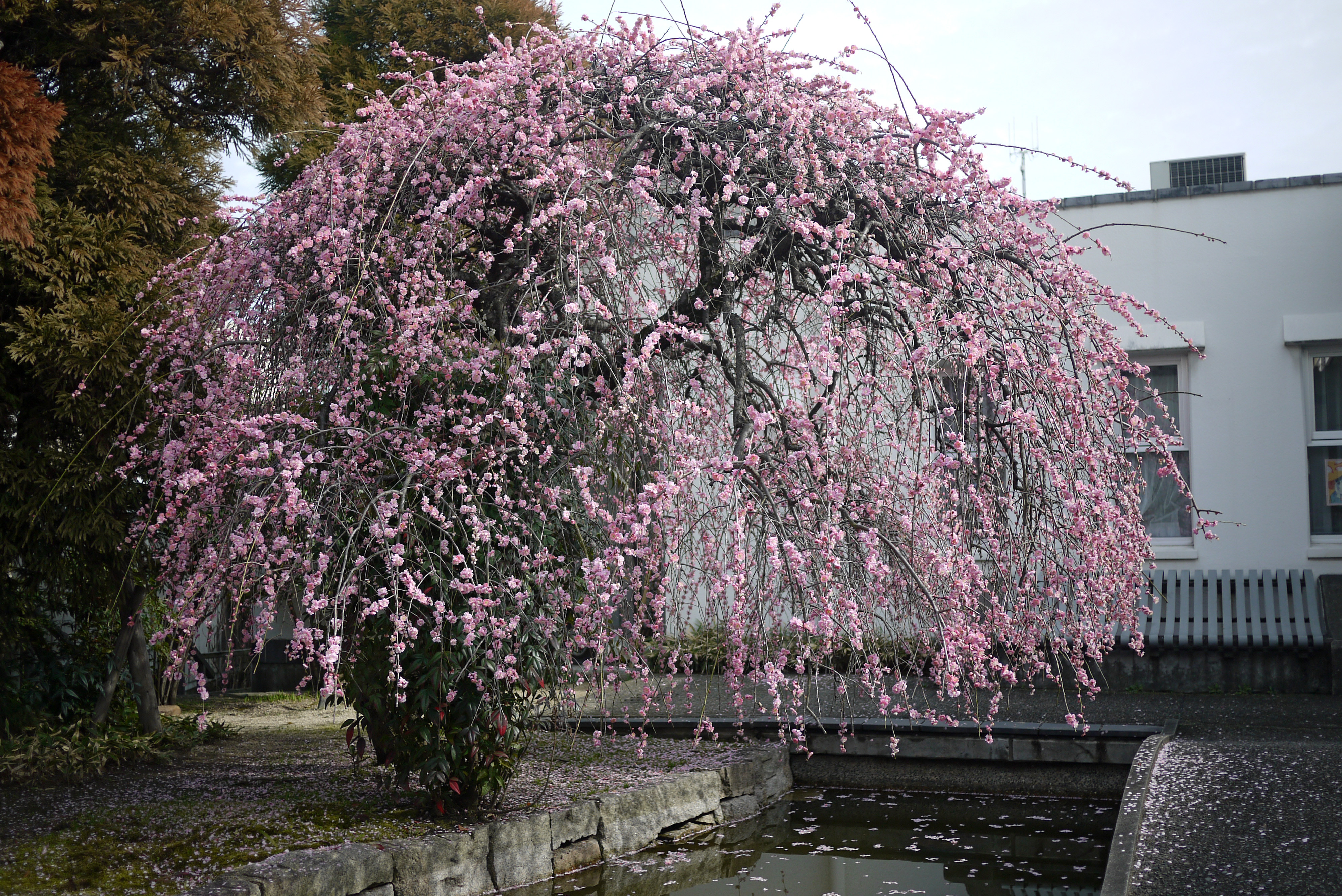
Cultivar penjant

Prunus mume és un arbre caducifoli que comença a florir al mitjans d'hivern, entre gener i febrer a Àsia oriental. Arriba a fer 4–10 metres d'alt. Les flors fan 2-2.5;cm de diàmetre i són fortament flairoses. Els seus colors són blanca rosats i vermells. Les fulles apareixen poc després que caiguin els pètals de les flors, són ovals i amb punta, de 4–8;cm de llarg i de 2.5–5;cm d'ample. Els fruits maduren a principi de l'estiu i coincideix amb l'estació plujosa d'Àsia oriental, el meiyu (梅雨, literalment "pluja de la pruna"). La drupa fa 2–3;cm de diàmetre. La pèla, en madurar, de vegades es torna groga, d'altres vermella i la polpa del fruit groga. Es cultiva pels seus fruits i les seves flors.

## Usos

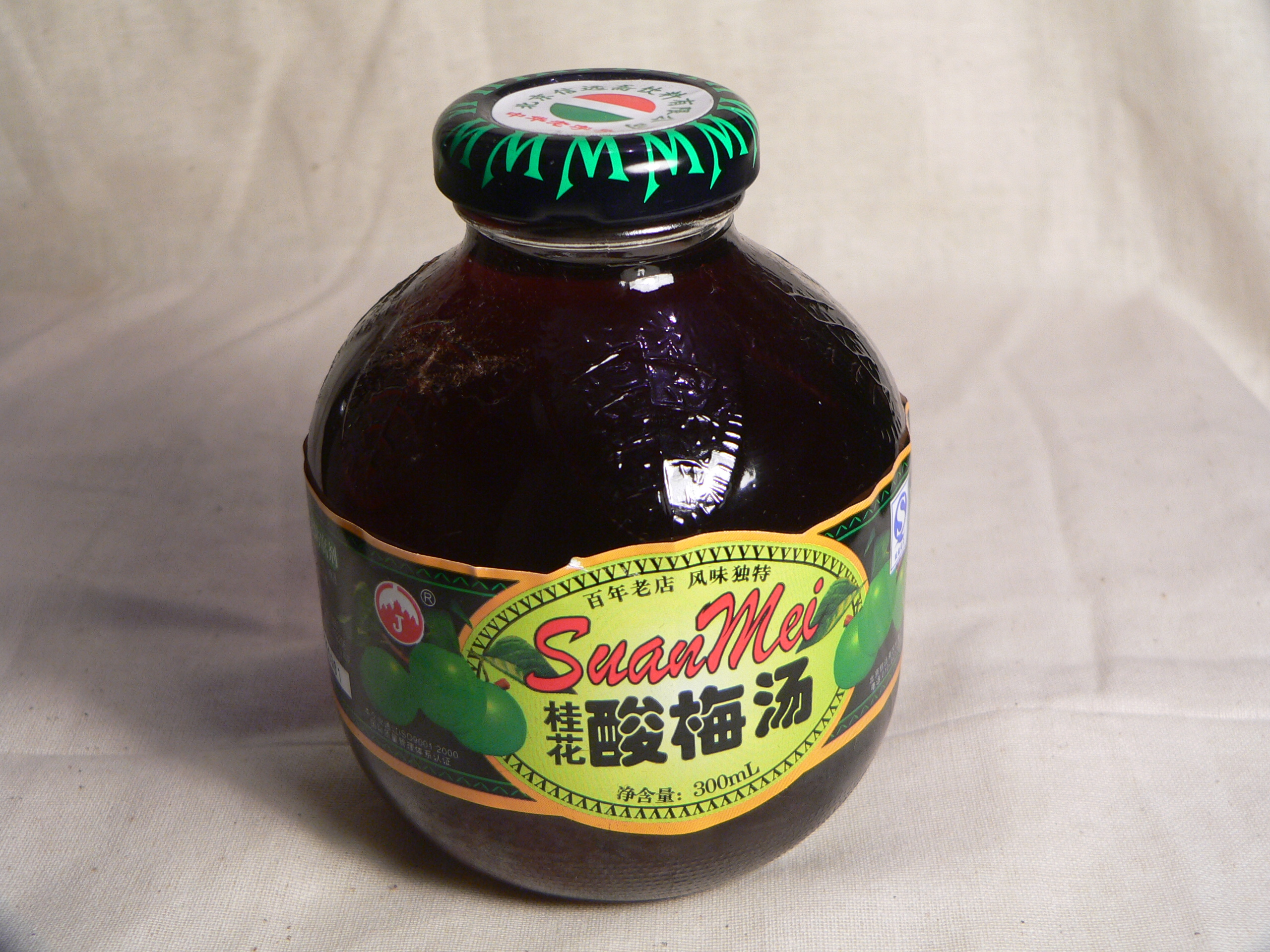
Suc suanmeitang de la Xina

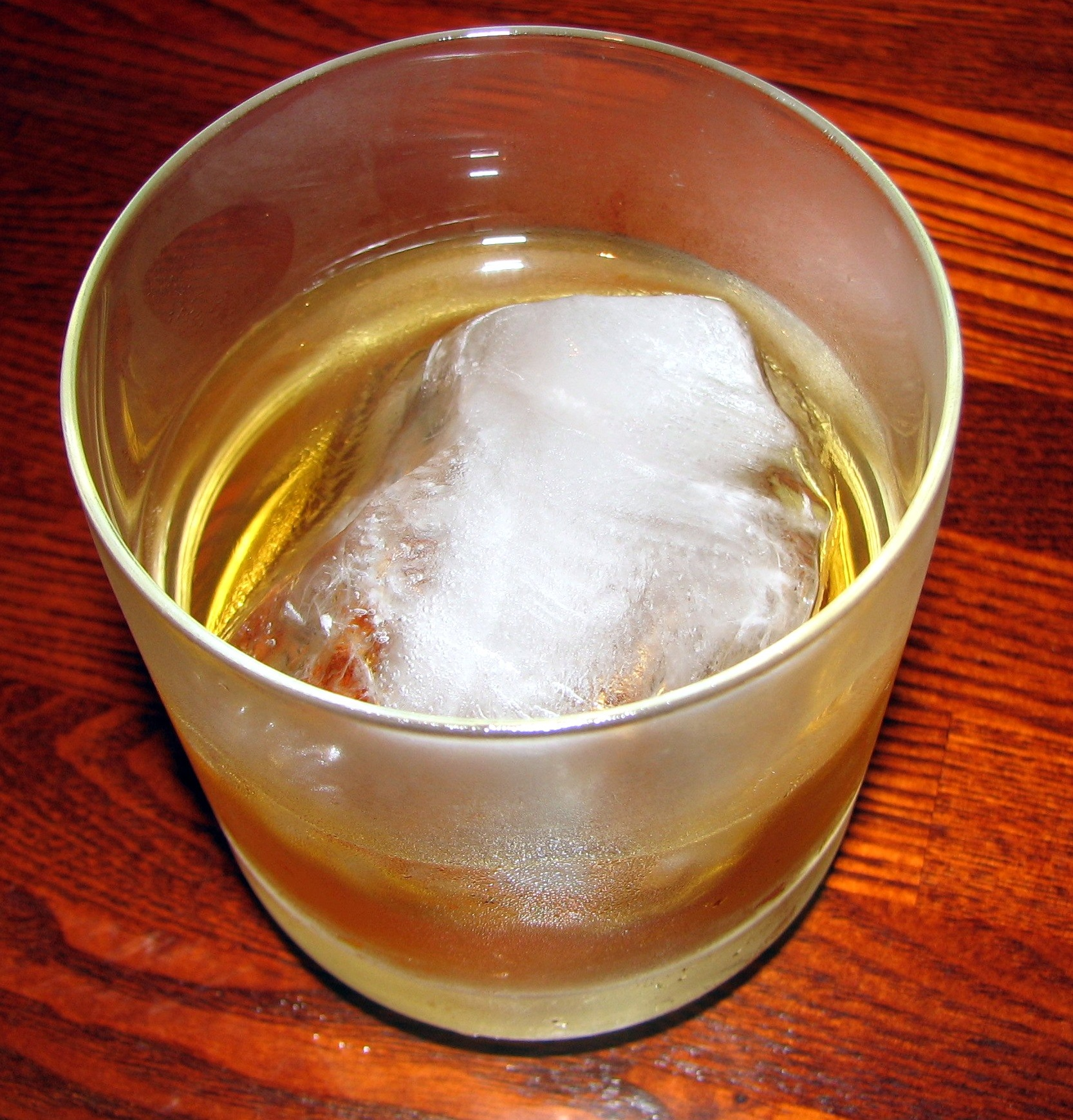
Umeshu (vi de pruna)

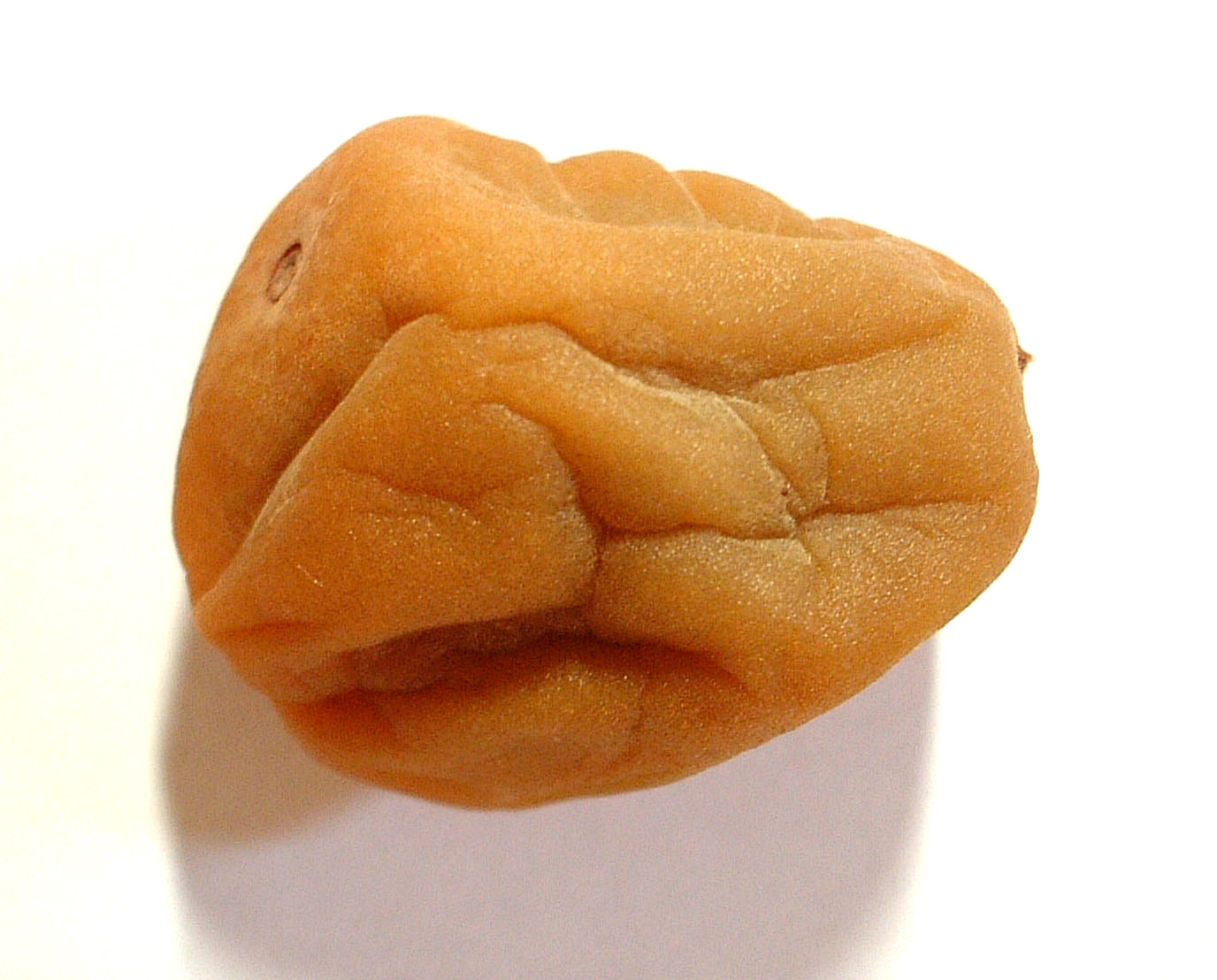
Umeboshi (fruit adobat)

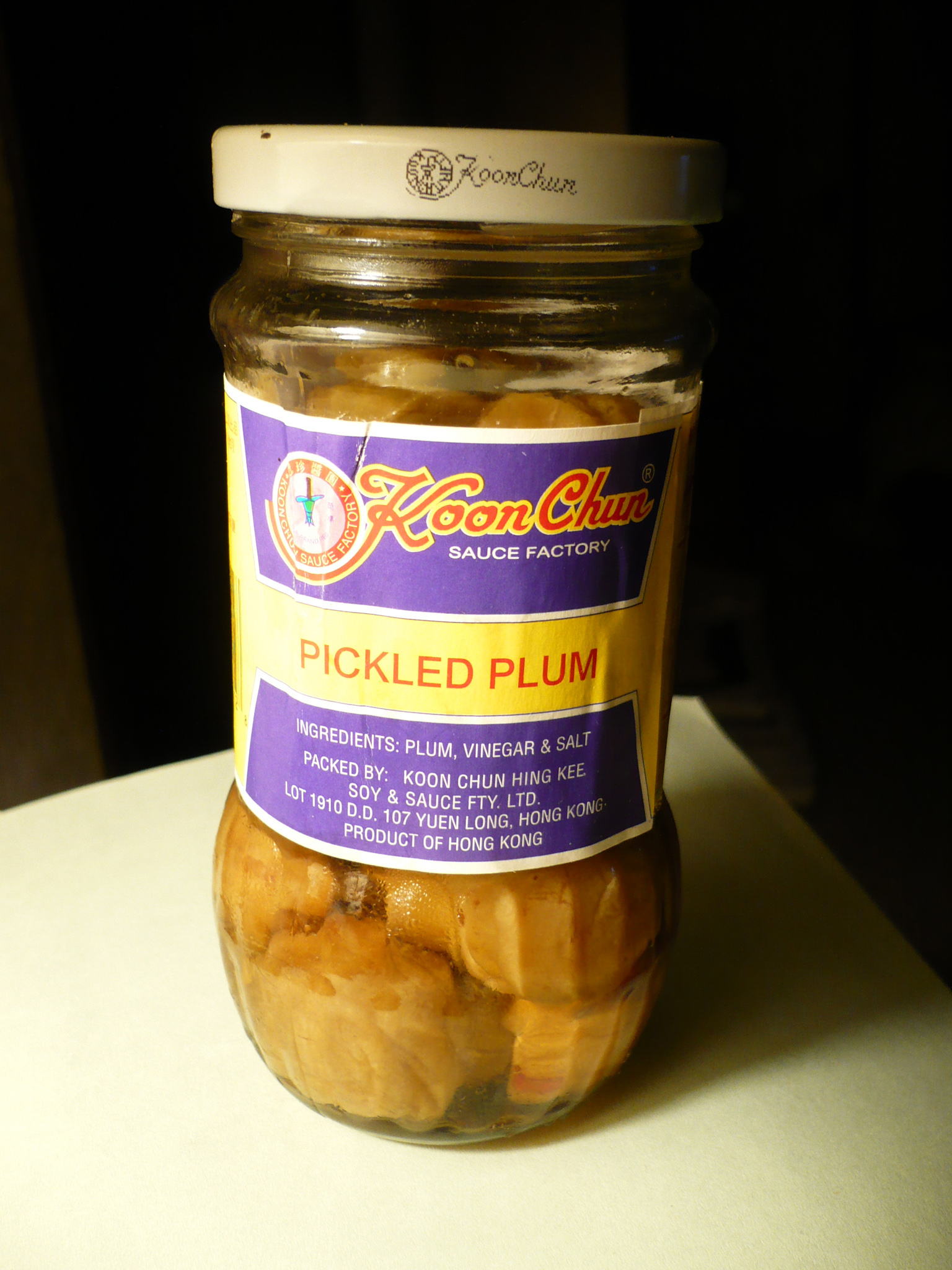
Suanmeizi de Hong Kong (fruits en vinagre)

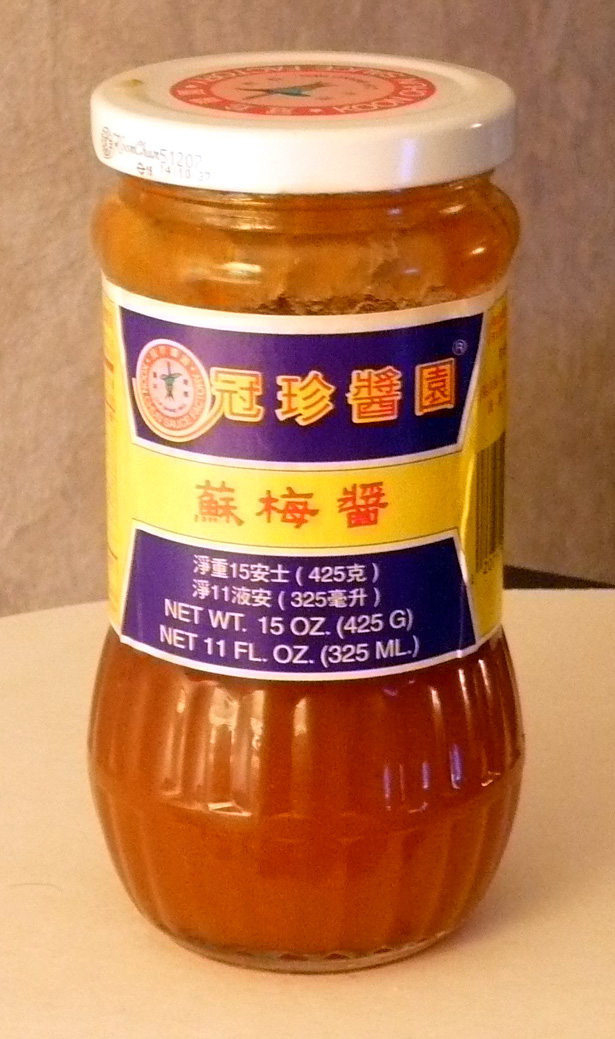
Meijiang (salsa del fruit)

Dels fruits se’n fan sucs i licors, conserves i salses. Com a medicinal es fa servir en la medicina tradicional xinesa Estudis recents mostren que els extractes de P. mume inhibeixent Helicobacter pylori, associat amb la gastritis i les úlceres gàstriques.
A l'Asia oriental aquest arbre té una gran importància cultural en l'art i la literatura.